# Jhow Benavídez
Jhow Hendric Benavídez Banegas (El Porvenir, 2 dicembre 1995) è un calciatore honduregno, centrocampista della Real España.

## Carriera

### Club
Ha giocato nella massima serie del campionato honduregno e nella CONCACAF Champions League con la Real España.

### Nazionale
Ha preso parte al Campionato nordamericano di calcio Under-20 2015 e al Campionato mondiale di calcio Under-20 2015.
Ha preso parte inoltre ai Giochi olimpici del 2016 in Brasile, disputandovi tutti i 6 incontri fino al raggiungimento della semifinale persa per 6-0 contro il Brasile e conseguente finale per il terzo posto persa per 3-2 contro la Nigeria.